# Rhodocybe truncata
Rhodocybe truncata är en svampart som först beskrevs av Jakob Christan Schaeffer, och fick sitt nu gällande namn av Rolf Singer 1947. Rhodocybe truncata ingår i släktet Rhodocybe och familjen Entolomataceae.   Inga underarter finns listade i Catalogue of Life.

## Bildgalleri

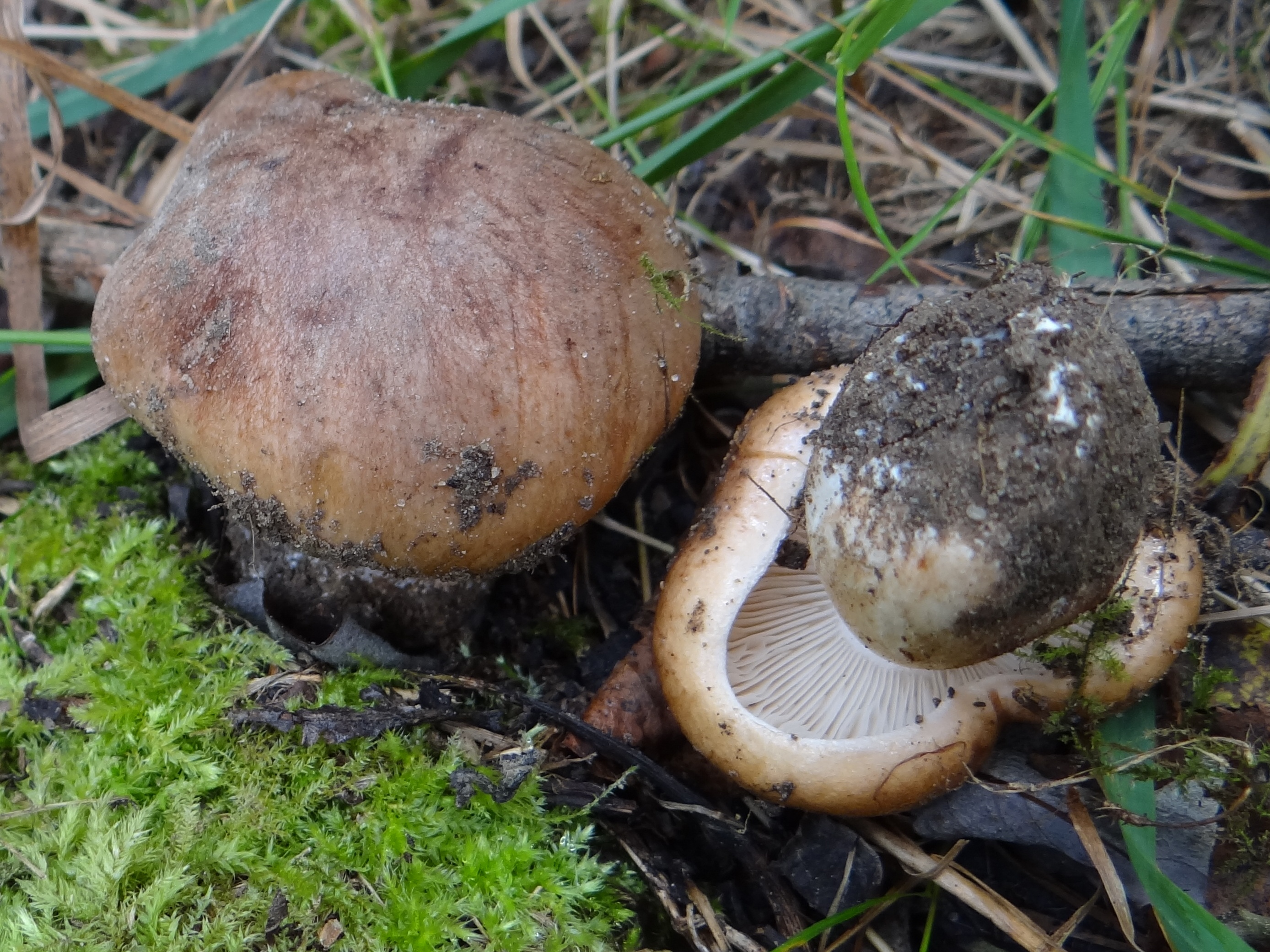